# عبد الله عيسى (شاعر)
عبد الله عيسى شاعر، أكاديمي، ودبلوماسي محلل سياسي، مخرج ومنتج أفلام، حائز على عديد من الجوائز العربية والدولية المرموقة، يعتبر من أبرزشعراء الحدائة العرب منذ منتصف ثمانينات القرن الماضي، كما أطلق عليه العديد من الألقاب، منها شاعر فلسطين في المنفى. 

## سيرة ذاتية
عبد الله عيسى شاعر فلسطيني مبدع، تميز بتقديمه القضية الفلسطينية شعراً وسرداً كقضية جمالية قائمة على السلام والتعايش والمحبة في مواجهة شرعة الاحتلال المؤصلة على المحو والإلفاء، كما اتفق النقاد أنه يخلق عوالم شعرية تتقدم برؤى جديدة للإنسان والأشياء، لا تتشابه مع سواها من المنجز الشعري، كما أن كل إنجاز شعري يجترحه لا يشبه غيره من دواوينه المنجزة.
ولد الشاعر عبد الله عيسى في 15 يناير عام 1964 في مخيم ببيلا على مقربة من مخيم اليرموك بالقرب من دمشق في سوريا، في عائلة لجأت إلى سوريا بعد الاستيلاء على فلسطين خلال الحرب العربية الإسرائيلية عام 1948.
ويذكر الرواة أن والده محمود عيسى لجأ صبياً من قرية أكراد الغنامة في قضاء صفد (يرد المؤرخون وجود الأكراد في فلسطين أن صلاح الدين الأيوبي أبقاهم فيها بعد انتصاره على الصليبيين للدفاع عنها) في قضاء صفد، وأمه فوزية الحسن من المنشية في ضواحي عكا. وإثر مقتل والده في عام 1987، اضطر الشاعر لإعالة عائلة تتألف من والدته وأخوته 13 وجدته لأبيه سعدة النمر. فعمل في الصحافة الثقافية الفلسطينية في سوريا مثل مجلة الحرية والغد الجديد في الفترة بين عامي 1984 و 1989 عام خروجه من سوريا متوجهاً إلى الاتحاد السوفيتي. وعلى الرغم من أن بيت العائلة لم يحتفظ إلا بكتابين: القرآن الكريم وديوان محمود درويش، إلا أنه حفظ أجزاء عدة من القرآن الكريم، وعشرات من عيون الشعر العربي الكلاسيكي. كما شكلت أحاديث السلالة عن فلسطين وآلام النكبة، ونهوض الثورة الفلسطينية من الوجع الفلسطيني، إضافة إلى حضور شخصية الرمزياسر عرفات في حياته وعي الشاعر، وحفزت ملكاته الإبداعية لكتابة شعرجديد متميز مختلف منذ البداية. وكان الشاعر أهدى القائد الراحل عرفات عدة نصوص إبداعية.
وفي عام 1983حاز على جائزة الشعر العربي التي أقيمت في سوريا، وحفزت النقاد للالتفاف لموهبته، وقراءة إبداعاته والكتابة عنها، وفي هذه الفترة نال العديد من الجوائز والتقدير.
التحق عام 1990 بمعهد مكسيم غوركي للآداب في موسكو، ومنذ عام 1993 وحتى عام 2004 عمل معداً للبرامج الثقافية في راديو صوت روسيا، حيث قدم أهم الإبداعات العربية والروسية، وترجم أهم الشعراء الروس للعربية، والعرب للروسية، كما حاز برنامجه «مقهى عبد الله عيسى الثقافي» على شهرة واسعة. مؤلفًا البرامج حول الثقافة الروسية والعربية. 
في عام 1994 كان محررا للمجلة الأدبية «الشعراء». في عام 1995 تخرج من معهد ماكسيم غوركي للأدب مع فصل «الشعر». وفي عام 2001، دافع عن أطروحته في معهد البلدان الآسيوية والأفريقية حول «وسائل التعبير الفني عن الشعر العربي الجديد: النصف الثاني من القرن العشرين». في عام 2002 أصبح أكاديمي في أكاديمية «أوراسيا» في اليونسكو. منذ عام 1998 شغل منصب الأمين العام للاتحاد العربي الدولي للصحفيين والكتاب. 
ومنذ عام 2003 عمل بإدارة عدة وكالات أنباء ومحطات تلفزيونية ومحلل سياسي في العالمين الروسي والعربي. 
لكن طلب وزارة الخارجية الروسية بالقيام بالتفاوض مع محتجزي الرهائن في مدرسة بيصلان في أوسيتيا الشمالية عام 2004، وموافقته على ذلك، حيث عاين الألم الإنساني مجدداً، والذي شهده في المجازر التي اقترفت بحق الفلسطينيين داخل الوطن والشتات، تركت أثراً عميقاً، فقام بانتاج واخراج عدة أفلام وثائقية، كما أرخ لها شعراً وسرداً.
كما عمل بين عامي 2005 و 2009 منتجاً لسلسلة من الأفلام الوثائقية لشبكة تلفزيون الجزيرة (أرشيفهم وتاريخنا، وموعد مع المنفى). كما شغل بين عامي 2007 و 2009 منصب مدير مكتب وكالة الأخبار العربية.
كما أنتج في عام 2010 «اختبار الموت»، والذي يكشف عملية اختبار القنبلة النووية الإسرائيلية في جنوب إفريقيا أوائل ثمانينيات القرن الماضي، وقام بدور البطولة النجم الهوليودي وبطل العالم بالقتال بالأيدي أليغ تاكتاروف وكذلك فيلم «طهران 34»، والذي يرصد محاولة اغتيال تشرشل وروزفلت وستالين من قبل هتلر، وقام بدور البطولة النجم المعروف فاليري نيقولايف. وقد تم عرض الفيلمين في محطات روسية وأجنبية عدة. 
وكذلك أنتج وأخرج سلسلة أفلام «مسلمون تعتز بهم روسيا» عام 2012، وأهمها:
«الطريق إلى مكة»، «خارق الوقت»، و«ساعة نجم»، و «من النيل إلى النيفا» وقد قدمت هذه الأفلام في عروض خاصة، وعرضت في مهرجانات ومحطات عربية وأجنبية عديدة.
وفي عام 2013 أنجز إخراج وإنتاج فيلم «ونحن نحب الحياة» مع المنتج التنفيذي راميل خيرولين والمصور الكسندر كوشيليف، والذي عرض في موسكو وسواها من العواصم والمدن، وفي كثير من المهرجانات الدولية، كماقدم بعرض خاص في يوم التضامن مع الشعب الفلسطيني عام 2013 والفيلم إهداء لروح محمود درويش وناجي العلي، ويتحدث عن حلم الطفل الفلسطيني في غزة تحت الحصار. 
ومع تفجر التحولات التي عصفت بالعالم العربي وتبدي حالة نكوص للماضي واطلالة الفوضى برأسها وتفشي الاقتتالات على أسس طائفية ومذهبية وسواها، سيما في عام 2013، انشغل على تقديم برنامج «مقهى عبد الله عيسى» على الهواء مباشرة، حيث التقى مع رموز الفعل الثقافي العربي وقدم رؤاهم في مواجهة حالى القتل والدمار التي عمت دولاً عربية عدة. 
وفي نهاية عام 2015 التحق بالسلك الدبلوماسي الفلسطيني ليعين ناطقاً رسميا في سفارة دولة فلسطين لدى روسيا الإتحادية 
وكان الرئيس الفلسطيني محمود عباس منح الشاعر الفلسطيني عبد الله عيسى وسام الثقافة والعلوم والفنون - مستوى الابتكار «تقديراً لإبداعاته الشعرية وحضوره الفاعل في المشهد الثقافي العربي ودوره الأكيد في توثيق العلاقات الفلسطينية والروسية، وخدمته قضيتنا الفلسطينية فكرياً وسلوكاً» في العام نفسه.
كما اختاره صندوق الأدب العالمي شخصية العام 2015 في «حوار الحضارات والتقريب بين الثقافات» في شهر مايو من العام نفسه.
كما تم اختياره شهر يونيو 2017 ضيفاً في كتاب «عام الشاعر» الذي صدر بالإنكليزية في الولايات المتحدة عن دار نشر إينر تشايلد الذي يشغل منصب مديرها التنفيذي الشاعر ويليام بيترز. 
 
وفي عام 2017 قلده الشاعر الروسي فلاديمير بويارينوف، النائب الأول لرئيس التجمع الدولي لاتحادات الكتاب، ورئيس اتحاد الكتاب الروس في موسكو، «وسام تشيخوف الإبداعي» لدوره في إغناء حركة الثقافة والإبداع الإنساني عموماً، حيث أشار إلى أن «إن أهمية الشاعر عبد الله عيسى تكمن في قدرته على التملك من ناصية الكلمة ومنحها مقدرة خصوصية لخلق عالم جمالي ينتصر للحياة بالحب على الموت، ويقدم قضيته عبر أدواته الشعرية والسردية والسينمائية والدبلوماسية، كجزء أصيل من قضية الإنسان عموما، وامتحان لمدى مقدرة البشرية في تحقيق العدالة الإنسانية في مواجهة أعداء الحياة والجمال في كوكبنا الأرضي». 
وقدحصل على عضوية كاملة في اتحاد كتاب روسيا عام 2017، ليكون أول عربي وأجنبي ينالها دون أن يتمتع بالجنسية الروسية.

## أهم الجوائز والإنجازات
- 2017 - تم اختياره شهر يونيو ضيفاً، من بين ثلاثة شعراء حول العالم إلى جانب التايواني تزيمن تساي والبولندية ليزا سيجيت، في كتاب «عام الشاعر» الذي صدر بالإنكليزية في الولايات المتحدة عن دار نشر إينر تشايلد الذي يشغل منصب مديرها التنفيذي الشاعر ويليام بيترز.
- 2015 - اختاره صندوق الأدب العالمي شخصية العام في «حوار الحضارات والتقريب بين الثقافات».
- 2015 - منحه الرئيس الفلسطيني محمود عباس وسام الثقافة والعلوم والفنون – مستوى الابتكار.
- 2002-1999 - رئيس الاتحاد الدولي للكتاب والصحفيين العرب في روسيا.
- 2001 - عضو في أكاديمية «آسيا وإفريقيا» التابعة لليونيسكو.
- 2001-1996 - أستاذ مساعد في جامعة موسكو – معهد آداب آسيا وافريقيا.
- 1995 - «ماستر أوف أرتز» – معهد مكسيم غوركي للإبداع التابع للتجمع الدولي لاتحادات الكتاب عام.
- 1985 - عضو في اتحاد الكتاب والصحفيين الفلسطينيين.
- 1985 - الجائزة الأولى في مهرجان الشعر العربي.

## أشعاره
- 1987 - موتى يعدون الجنازة
- 1995 - هزيع (بالروسية)
- 1996 - آلاء
- 1998 - حبر سماء أولى
- 2000 - قيامة الأسوار
- 2013 - رعاة السماء، ورعاة الدفلى
- 2014 - اخوتي يا أبي لا الذئب
- 2017 - وصايا فوزية الحسن العشر

## كتبه
- 1987 - رؤيا شعرية.دراسة
- 2018 - مختارات من الشعر الروسي. ترجمة
- 2019 - الكلمة والروح في الشعرية المعاصرة. دراسة

## روابط خارجية
- عبدالله عيسى على موقع IMDb (الإنجليزية)
- عبدالله عيسى على موقع كينوبويسك (الروسية)